# Xixuthrus microcerus
Xixuthrus microcerus es una especie de escarabajo longicornio del género Xixuthrus, categorizada en la tribu Macrotomini, de la subfamilia Prioninae. Fue descrita por White en 1853.

## Descripción
Mide 46-105 mm de longitud.

## Distribución
Se distribuye por Australia, Indonesia, Malasia y Filipinas.